# Korvi, Chincholi
Korvi là một làng thuộc tehsil Chincholi, huyện Gulbarga, bang Karnataka, Ấn Độ.